# Belvedere Trianon
El Belvedere Trianon fue un antiguo belvedere, hoy demolido, que se situaba en el lugar donde en la actualidad se localiza el Museo de Arte de São Paulo en la Avenida Paulista sobre la Avenida 9 de Julio en la ciudad de São Paulo, Brasil. Desde ese lugar se tenía una vista privilegiada de la ciudad ya que se podía apreciar hacia el norte todo el Vale do Anhangabaú.
El alcalde de Sao Paulo Barão de Duprat determinó su construcción en 1910. 
Proyectado por Ramos de Azevedo e inaugurado por el gobernador del Estado de São Paulo Altino Arantes en 1916. El lugar, junto con el Parque Trianon que se extendía a su frente, se convirtió pronto en un punto de encuentro de la élite paulistana.
Fue demolido en 1951 para dar lugar a un pabellón (Pavilhão Trianon) en el que se llevó a cabo en 1951 la primera edición de la Bienal Internacional de São Paulo. En 1968, en el lugar donde se encontraba el belvedere se inauguró el MASP, proyectado por la arquitecta Lina Bo Bardi. 